# Kathlyn Williams

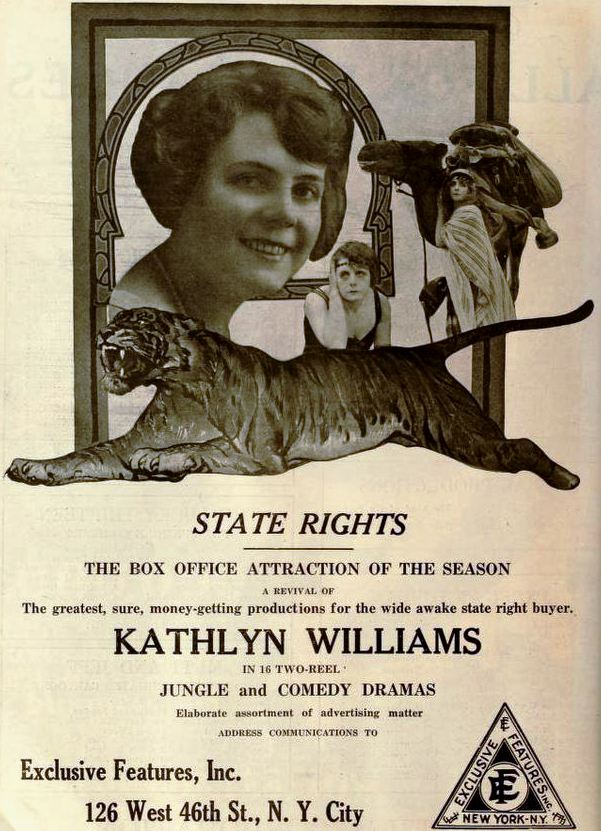
Anunci sobre comèdies i pel·lícules ambientades a la selva protagonitazades per Kathlyn Williams aparegut el juny de 1919 a la revista Moving Picture World

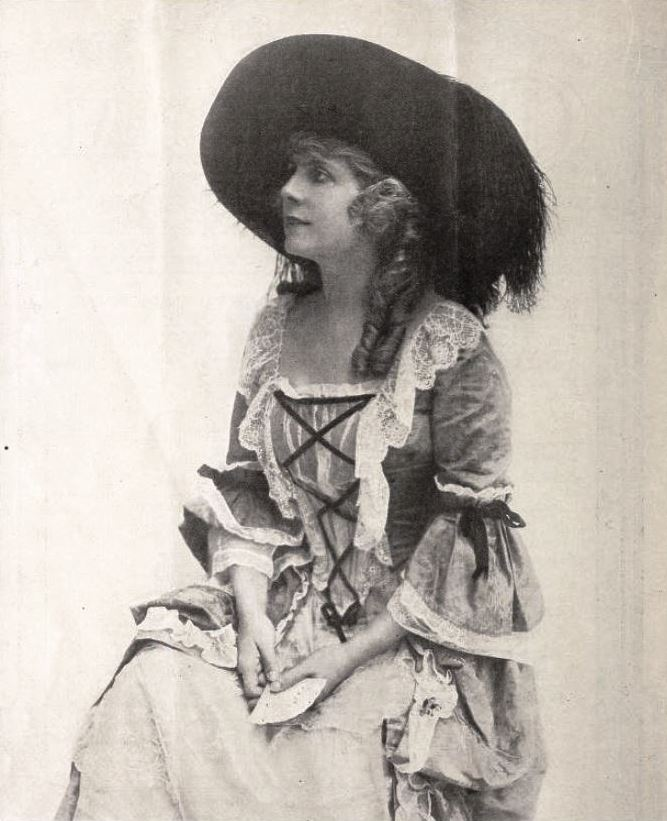
Foto promocional (1916)

Kathlyn Williams (Butte-Silver Bow, Montana, 31 de maig de 1879 – Hollywood, 23 de setembre de 1960) va ser una actriu de cinema mut i teatre nord-americana popular coneguda per les seves pel·lícules amb animals salvatges que més d’un cop van estar a punt de costar-li la vida. També va ser guionista de diferents pel·lícules i la codirectora de la pel·lícula “The Leopard's Foundling” (1914).

## Biografia
Kathleen Mabel Williams va néixer el 1879 a Butte (Montana) filla de Joseph Edwin Williams, propietari d’una pensió, i Mary C. Boe, d’origen gal·lès i norueg. Va quedar orfe de pare el 1894. Va estudiar a la Montana Wesleyan University (actual Rocky Mountain College) d'Helena (Montana) graduant-se el 1901. Durant els estudis va guanyar la medalla d’or a la Montana Wesleyan per la seva actuació a "Old Mother Goose" (1900). Les seves qualitats com actriu van cridar l’atenció del senador per Montana William A. Clark que la va ajudar a finançar la seva educació i la seva preparació per ser actriu pagant la matrícula a l’American Academy of Dramatic Arts de Nova York. Williams va començar la seva carrera teatral en diferents teatre de Butte. El 1902 ingressa en la companyia teatral Norris & Hall & Company, participant en l’obra "When We Were Twenty One" obtenint bones crítiques. Posteriorment va treballar amb productors com Belasco, Willard Mack i William Morris.
El 1909 la Biograph li va oferir un contracte. Tot i que inicialment el va rebutjar ja que considerava la feina al cinema com un pas enrere en la seva carrera, el va acabar acceptant. El 1910 es va passar a la Selig Polyscope Company de la que ràpidament va esdevenir l’actriu principal. Amb la Selig va ser la protagonista del primer serial cinematogràfic produït als Estats Units, “The Adventures oi Kathlyn". També va escriure al menys cinc guions i va dirigir "The Leopard’s Foundling" (1914). El 1913 es va casar amb l’actor Frank B. Allen. Durant aquesta època va participar en escenes en què hi havia animals salvatges cosa que més d’un cop van estar a punt de costar-li la vida. El juny de 1916 es va casar per segona vegada. El seu nou marit, Charles Eyton, era el director general de la Oliver Morosco Photoplay Company. Poc després, a l’agost, va deixar la Selig per signar per a la Paramount. Inicialment Williams va aparèixer en diferents pel·lícules de la Morosco Company distribuïdes per la Paramount. Més tard actuaria sota la direcció de directors com William Desmond Taylor i Cecil B. DeMille.
Amb l’arribada del sonor la seva carrera es va retirar després de només cinc pel·lícules. La seva darrera aparició fou a "Rendezvous at Midnight" (1935). El 1931 s'havia divorciat del seu marit. El 29 de desembre de 1949 va patir un accident de cotxe quan tornava d’una festa a Las Vegas amb una amiga. De resultes de l’accident va perdre la cama dreta. Morí d’un atac de cor el 1960 a Hollywood.

## Filmografia
- On Thanksgiving Day (1908)
- The Politician's Love Story (1909)
- Lines of White on a Sullen Sea (1909)
- Gold Is Not All (1910)
- A Romance of the Western Hills (1910)
- Thou Shalt Not (1910)
- The Fire Chief's Daughter (1910)
- Mazeppa, or the Wild Horse of Tartary (1910)
- Dora Thorne (1910)
- Blasted Hopes (1910)
- The Merry Wives of Windsor (1910)
- The Queen of Hearts (1910)
- Taming Wild Animals (1910)
- The Curse of the Redman (1911)
- The Survival of the Fittest (1911)
- The Man from the East (1911)
- 1861 (1911)
- The Witch of the Everglades (1911)
- In Old California When the Gringos Came (1911)
- Back to the Primitive (1911)
- Jim and Joe (1911)
- The Rose of Old St. Augustine (1911)
- Ten Nights in a Bar Room (1911)
- Captain Kate (1911)
- Jealous George (1911)
- Life on the Border (1911)
- Dad's Girls (1911)
- The Wheels of Justice (1911)
- The Two Orphans (1911)
- Maud Muller (1911)
- How They Stopped the Run on the Bank (1911)
- Lost in the Jungle (1911)
- The Inner Mind (1911)
- Getting Married (1911)
- Paid Back (1911)
- Busy Day at the Selig General Office (1911)
- The Prosecuting Attorney (1912)
- The Horseshoe (1912)
- When Memory Calls (1912)
- The Brotherhood of Man (1912)
- Sons of the North Woods (1912)
- Driftwood (1912)
- When the Heart Rules (1912)
- The Devil, the Servant and the Man (1912)
- The Coming of Columbus (1912)
- The Stronger Mind (1912)
- The Turning Point (1912)
- The Girl with the Lantern (1912)
- The Adopted Son (1912)
- The Last Dance (1912, només guionista)
- On the Trail of the Germs (1912)
- An Unexpected Fortune (1912)
- The Girl at the Cupola (1912)
- As the Fates Decree (1912)
- The House of His Master (1912)
- Harbor Island (1912)
- The Lipton Cup: Introducing Sir Thomas Lipton (1913)
- A Little Child Shall Lead Them (1913)
- The Governor's Daughter (1913)
- The Artist and the Brute (1913)
- Her Only Son (1913)
- Two Men and a Woman (1913)
- With Love's Eyes  (1913)
- A Wise Old Elephant (1913)
- The Burglar Who Robbed Death (1913)
- Their Stepmother (1913)
- A Welded Friendship, (1913)
- Lieutenant Jones (1913)
- The Stolen Melody (1913)
- The Girl and the Judge (1913)
- Woman: Past and Present (1913)
- Mrs. Hilton's Jewels (1913)
- The Tree and the Chaff (1913)
- Man and His Other Self (1913)
- The Mansion of Misery (1913)
- The Flight of the Crow (1913)
- The Child of the Sea (1913)
- Two Too Many (1913)
- The Young Mrs. Eames (1913, també guió)
- The Love of Penelope (1913)
- In the Midst of the Jungle (1913)
- Thor, Lord of the Jungles (1913)
- The Tide of Destiny (1913)
- The Unwelcome Throne (1913)
- The Adventures of Kathlyn (1913)
- I Hear Her Calling Me (from the Heart of Africa) (1913)
- The Two Ordeals (1914)
- The Temple of the Lion (1914)
- The Royal Slave (1914)
- A Colonel in Chains (1914)
- Three Bags of Silver (1914)
- The Garden of Brides (1914)
- The Cruel Crown (1914)
- The Spoilers (1914)
- The Spellbound (1914)
- The Warrior Maid (1914)
- The Forged Parchment (1914)
- The King's Will (1914)
- The Court of Death (1914)
- The Leopard's Foundling (1914, també guió i direcció)
- Caryl of the Mountains (1914)
- A Woman Laughs (1914)
- In Tune with the Wild (1914)
- The Speck on the Wall (1914)
- Chip of the Flying U (1914)
- Hearts and Masks (1914)
- The Woman of It (1914)
- The Tragedy That Lived (1914)
- The Losing Fight (1914)
- The Story of the Blood Red Rose (1914)
- Her Sacrifice (1914)
- The Lady or the Tigers (1914)
- Till Death Us Do Part (1914)
- The Vision of the Shepherd (1915)
- The Carpet from Bagdad (1915)
- The Rosary (1915)
- Ebb Tide (1915)
- The Strange Case of Lind (1915, també guió)
- A Sultana of the Desert (1915, també guió)
- Sweet Alyssum (1915)
- The Coquette's Awakening (1915)
- Thou Shalt Not Covet (1916)
- The Black Orchid (1916)
- The Adventures of Kathlyn (1916)
- The Ne'er Do Well (1916)
- Number 13, Westbound (1916)
- The Devil, the Servant, and the Man (1916)
- The Temptation of Adam (1916)
- Into the Primitive (1916)
- The Valiants of Virginia (1916)
- The Return (1916)
- The Brand of Cain (1916)
- Redeeming Love (1916)
- Sweet Lady Peggy (1916)
- Out of the Wreck (1917)
- The Cost of Hatred (1917)
- The Highway of Hope (1917)
- Lost in Transit (1917, només guió)
- Big Timber (1917)
- The African Jungle (1917)
- Pioneer Days (1917)
- The Voice That Led Him (1917)
- A Man, a Girl, and a Lion (1917)
- The Things We Love (1918)
- The Whispering Chorus (1918)
- We Can't Have Everything (1918)
- The Better Wife (1919)
- Her Purchase Price (1919)
- Her Kingdom of Dreams (1919)
- A Girl Named Mary (1919)
- Just a Wife (1920)
- The Tree of Knowledge (1920)
- The Prince Chap (1920)
- The U.P. Trail (1920)
- Conrad in Quest of His Youth (1920)
- Forbidden Fruit (1921)
- Hush (1921)
- A Private Scandal (1921)
- Everything for Sale (1921)
- Morals (1921)
- A Virginia Courtship (1921)
- A Man's Home (1921)
- Clarence (1922)
- The World's Applause (1923)
- Trimmed in Scarlet (1923)
- Souls for Sale (1923, cameo)
- Broadway Gold (1923)
- The Spanish Dancer (1923)
- When a Girl Loves (1924)
- Wanderer of the Wasteland (1924)
- The Enemy Sex (1924)
- Single Wives (1924)
- The City That Never Sleeps (1924)
- The Painted Flapper (1924)
- Locked Doors (1925)
- The Wanderer (1925)
- The Best People (1925)
- Sally in Our Alley (1927)
- Honeymoon Flats (1928)
- We Americans (1928)
- Our Dancing Daughters (1928)
- A Single Man (1929)
- Her Husband's Women (1929)
- The Single Standard (1929)
- Weddings Rings (1929)
- Road to Paradise (1930)
- Daddy-Long-Legs (1931)
- Unholy Love (1927)
- Blood Money (1933)
- Rendezvous at Midnight (1935)